# Ісламська Держава
Ісламська Держава (ІД, араб. الدولة الإسلامية, ад-Даулят аль-Ісламія), до 29 червня 2014 року Ісламська Держава Іраку та Леванту (ІДІЛ; араб. الدولة الإسلامية في العراق والشام, ад-Даулят аль-Ісламія фі ль-Ірак уа аш-Шам; ДАІШ) — невизнана ісламістська терористична держава (халіфат з 29 червня 2014) та міжнародна терористична, мілітаристська група напрямку джихадизму.
На березень 2015 року мала контроль над територією з населенням 10 млн осіб в Іраку та Сирії та номінальний контроль над маленькими областями Лівії, Нігерії та провінції Нангархар в східному Афганістані. Група також діє або має філії в інших частинах світу, у тому числі в Південній Азії.
Безпосередня попередниця ІДІЛ — угрупування «Ісламська держава Ірак», яка була утворена у 2006 році в Іраку шляхом злиття одинадцяти радикальних ісламістських угрупувань на чолі з місцевим підрозділом «Аль-Каїди».

## Назви
Організація мала різні назви від дня заснування
- Група була заснована 1999 року йорданським радикалом Абу Мусабом аз-Заркаві, Джамаат ат-Таухід валь-Джихад, «Організація Монотеїзму та Джихаду».
- У жовтні 2004 року, аз-Заркаві присягнув на вірність Осама бен Ладену і змінив ім'я групи на Tanzim Qa'idat al-Jihad fi Bilad al-Rafidayn «Організація Бази Джихаду в Месопотамії», загальновідома як «Аль-Каїда в Іраку»[9][10]. Хоча група ніколи не називала себе «Аль-Каїдою в Іраку», це була її неофіційна назва[11].
- У січні 2006 року, Tanzim Qa'idat al-Jihad fi Bilad al-Rafidayn об'єдналася з деякими іншими іракськими повстанськими групами, та утворила Дорадчу раду муджахідів[12] аз-Заркаві було убито у червні 2006 року.
- 12 жовтня 2006 року, Дорадча рада муджахидів об'єдналась з декількома більшими повстанськими фракціями, та 13 жовтня проголосила заснування ad-Dawlah al-ʻIraq al-Islāmiyah, також відома як Ісламська Держава Ірак (ІДІ)[13]. Керівниками цієї групи були Абу Умар аль-Багдаді і Абу Айюб аль-Масрі[14]. Після того, як Абу Умара та аль-Масрі було убито під час американсько-іракської спецоперації в квітні 2010, Абу Бакр аль-Багдаді став новим лідером групи.
- 8 квітня 2013 року, організація що здійснювала експансію в Сирію, була перейменована на Ісламську Державу Іраку та Леванту.
- 29 червня 2014 року, група перейменувала себе у ad-Dawlah al-Islāmiyah (الدولة الإسلامية, («Ісламська Держава») та оголосила себе всесвітнім халіфатом[15][16][17]. Відповідно, назва «Ірак та Левант» була видалена з усіх офіційних згадувань, та офіційна назва стала Ісламська Держава від дати декларації. Назва «Ісламська Держава» та запровадження халіфату зазнали нищівної критики міжнародної спільноти та ведучих мусульманських груп, що відмовилися користуватися ним[18][19][20][21][22][23][24][25].

## Цілі всесвітнього халіфату
Починаючи з 2004 року провідна мета групи була заснування ісламської сунітської держави. Особливо, ІД прагнула встановити халіфат, ісламську державу на чолі з халіфом, що є наступником пророка Мухаммеда. У червні 2014 року ІД видала документ, в якому зазначається генеалогічне дослідження походженням ії лідера аль-Багдаді від Мухаммеда. На оголошенні нового халіфату 29 червня організація призначила аль-Багдаді його халіфом. Як халіф, він вимагає відданість усіх набожних мусульман у всьому світі, згідно з ісламською юриспруденцією.
ІД має на меті розширення свого впливу на всю земну кулю не рахуючись з людськими жертвами.
Карта що циркулювала інтернетом, показує історичні області колишніх мусульманських держав в Європі, Близькому Сході, і Африці, які ІД планує приєднати до своєї держави.

## Територіальні зазіхання і міжнародна присутність
У Іраку і Сирії, ІД використовує існуючу адміністративно-територіальну систему, тільки-но перейменував адміністративні одиниці у вілаяти або провінції. У червні 2015 року офіційно проголошено створення філій в Лівії, Єгипті, Саудівській Аравії, Ємені, Алжирі, Афганістані, Пакистані, Нігерії і Північному Кавказі. За межами Іраку і Сирії, має підконтрольну територію в Афганістані, Лівії і на Синаї. ІД також має представництво в Марокко, Лівані, Йорданії і Палестині, але не має офіційних філій в цих країнах.

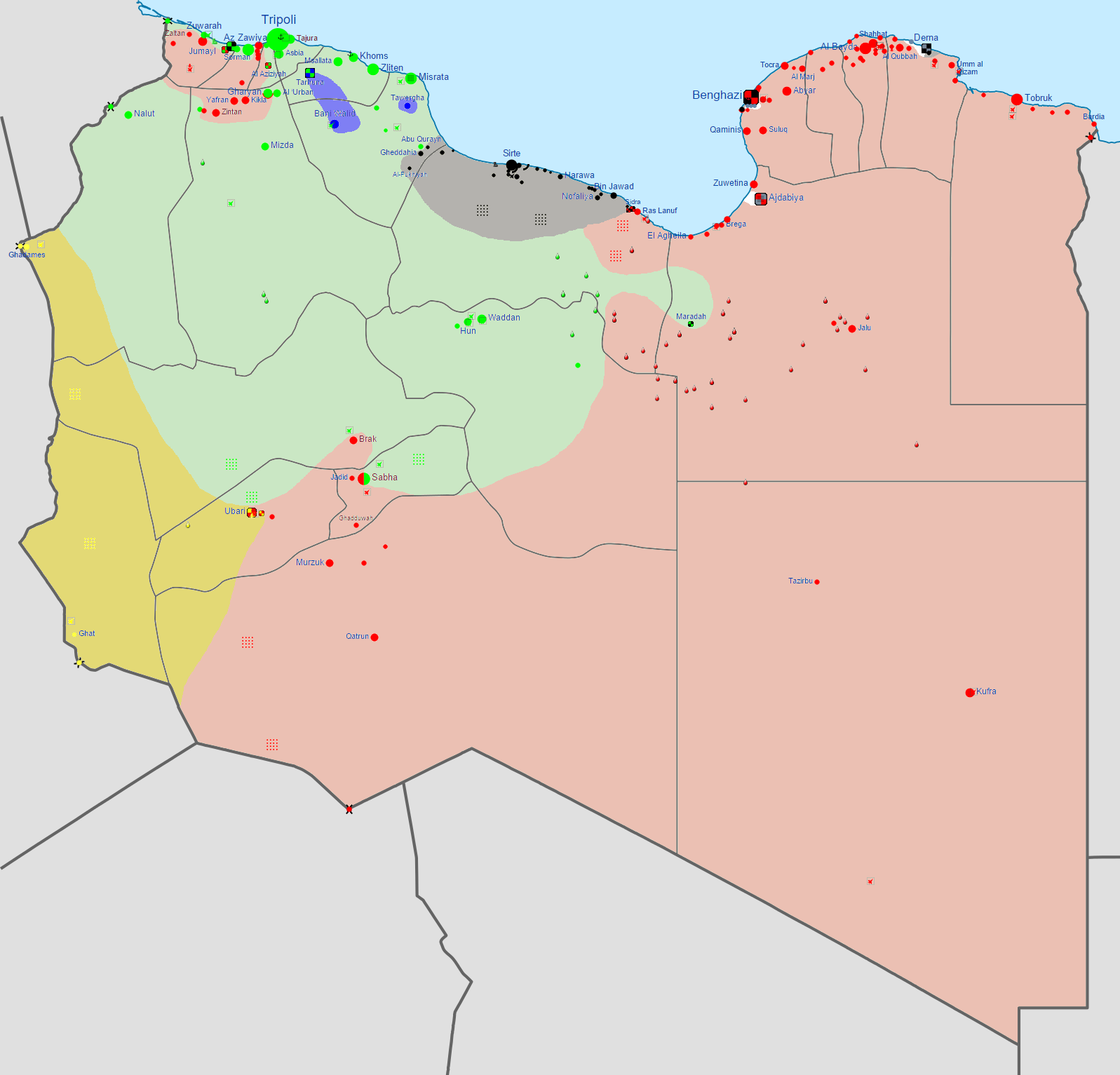
Чорним кольом на карті вказані території ІД в Лівії на початку 2016 року

#### Лівійська провінція
У жовтні 2014 року бойовики ІД захопили контроль над прибережним містом Дерна, але в середині 2015 року бойовики ІД були вибиті із міста. Влітку 2014 року в Лівії почалася громадянська війна між лояльним до ісламістів Загальним національним конгресом і новим парламентом — Палатою депутатів. ІД виступила в конфлікті як «третя сторона». До лютого 2015 року бойовики тримали в облозі великий лівійський порт Сирт і контролюють розташоване поруч місто Нофалія, а також нафтове родовище аль-Мабрук на південь від Сирту.

#### Синайська провінція
10 листопада 2014 року члени організації «Ансар Бейт аль-Макдіс» присягнули на вірність аль-Багдаді і стала називатися «Вілаят Синай». Угрупування має 1,000-2,000 вояків. 19 серпня 2015 року, члени групи підірвали штаб-квартиру Сил безпеки Єгипту, в північному Каїрі, поранивши 30 чоловік.

#### Алжирська провінція
Члени угруповання «Джунд аль-Хілафа» присягнули на вірності аль-Багдаді у вересні 2014 року. Також у вересні 2014 року вояки цієї фракції в Алжирі відрізали голову французькому туристу Ерве Гурделю. З того часу, даних про дії угруповання майже немає, у грудні 2014 року алжирські сили безпеки знищили керманича фракції Халіда Абу-Сулеймана.

#### Хорсанська провінція

Чорним кольором на карті вказані території, контролювані терористами Ісламської Держави в Афганістані

26 січня 2015 року, було проголошено Хорсанську провінцію (Вілаят Хорсан) на чолі з Хафізом Саїд Ханом й Абдулою Рауфом, після того як обоє присягнули аль-Багдаді. Назва Хорсан посилається на історичний регіон, який включає Афганістан, Пакистан, й «інші сусідні землі».

Проте вже 9 лютого 2015, Абдулу Рауфа було убито під час авіанальоту літаків НАТО. 18 березня 2015 року афганською урядовою армією був вбитий Хафіз Вахіді (в.о. губернатора).

Чорним кольором на карті вказані території, контролювані терористами Ісламської Держави в Ємені

#### Ємен
13 листопада 2014 року непізнана фракція в Ємені присягнула на відданість ІД. У грудні того ж року ІД впровадив активну присутність усередині Ємену, маючи конкурента «Аль-Каїда на Аравійському півострові». У лютому 2015, фракція «Аль-Каїди» «Ансар аль-Шаріа„ присягнула на відданість ІД. Оскільки Єменська громадянська війна зазнала ескалації у березні 2015, вояки ІД почали бойові дії проти хуситів у мухфазах Хадрамаут, Шабва, Сана.

Чорним кольором на карті вказані території, контролювані терористами Ісламської Держави в Нігерії

#### Західно-Африканська провінція
7 березня 2015, керманич «Боко харам» Абубакар Шекау склав присягу ІД через звукове повідомлення, відіслане через Твіттер. У публікаціях ІД від кінця березня 2015 року Боко Харам згадується як Wilayat Gharb Afriqiya (Західно-Африканський вілаят).

#### Північно-Кавказька провінція
Деякі командири Кавказького Емірату в Чечні і Дагестані присягнули на вірність ІД наприкінці 2014 року. 23 червня 2015 року представник ІД Абу Мухаммад аль-Аднані прийняв присягу відданості й анонсував нову Кавказьку провінцію під керівництвом Рустама Асельдерова.

## Керівництво
Керівником ІД був Абу Бакр аль-Багдаді. Державний департамент США обіцяв нагороду у 10 млн доларів за інформацію про його місцеперебування. Він також відомий на прізвисько Абу Дуа, і у США вважався одним з найнебезпечніших екстремістів.
Аль-Багдаді народився 1971 року в іракському місті Самарра і називав себе нащадком пророка Мухаммеда. Він вивчав іслам в Університеті Багдада. Американці заарештовували його 2004 року, але через 10 місяців звільнили. Він був проголошений головою Ісламської держави Іраку — до якої тоді ще не входив Левант — у травні 2010 року.
27 жовтня 2019 року Президент США Дональд Трамп підтвердив, що Абу Бакр аль-Багдаді був знищений в ході операції ЗС США в сирійському Ідлібі. В загальній складності операція з ліквідації аль-Багдаді тривала чотири години, було задіяно вісім вертольотів, безпілотники, десант. Новим лідером ІД став Абу Ібрагім аль-Гашемі аль-Кураші.
3 лютого 2022 року Президент Сполучених Штатів Джо Байден заявив, що лідер ІД Абу Ібрагім аль-Гашемі аль-Кураші був убитий під час рейду американського спецназу в Сирії. Операція відбулася на північному заході Сирії в Ідлібі. При ліквідації лідера загинули не менше трьох цивільних. Жертв з боку американських військових не було.
Новим халіфом 10 березня 2022 року став Абу аль-Хасан аль-Гашемі аль-Кураші більше, ніж через місяць після смерті його попередника.
30 листопада 2022 року Абу аль-Хасан аль-Гашемі аль-Кураші був убитий. На його місця обрано нового лідера — Абу аль-Хусейн аль-Хусейні аль-Кураші.
3 серпня 2023 року Абу аль-Хусейн аль-Хусейні аль-Кураші був вбитий. Новим лідером став Абу Хафс аль-Гашемі аль-Кураші.

## Чисельність та озброєння
На думку аналітиків група налічує приблизно 10 тисяч бойовиків. Припускають, що ІД отримує кошти від індивідуальних спонсорів з країн Перської затоки. Також джерелом прибутків ІД є податки та викупи за заручників.
Угрупування контролювало багату на нафту місцевість на півночі Сирії. Із захопленням Мосула в Іраку його позиції зміцнилися. Є інформація, що вони отримали 425 млн доларів, які зберігалися у національному банку в Мосулі, і що невдовзі джихадисти можуть захопити найбільші в Іраку нафтові родовища у Байджі, на південь від Мосула.

## Визнання терористичною організацією
Наступні країни та міжнародні організації вважають Ісламську Державу терористичною групою:
 Організація об'єднаних націй
 Європейський Союз
 Велика Британія
 США
 Австралія
 Канада
 Ірак
 Туреччина
 Саудівська Аравія
 Індонезія
 ОАЕ
 Малайзія
 Швейцарія
 Єгипет
 Індія
 Росія
 Киргизстан
 Сінгапур
 Сирія
 Йорданія
 Іран
 Тринідад і Тобаго 
 Пакистан
 Японія
 Тайвань
 КНР
 Венесуела
 Філіппіни 
 Азербайджан
 Бахрейн 
  Кувейт 
  Таджикистан 
 Казахстан 
  Афганістан

## Економіка
В перші роки громадянської війни в Сирії ІДІЛ черпала фінансову підтримку переважно з-за кордону, отримуючи левову частку грошей, які йшли на підтримку салафітських угруповань з боку країн Перської затоки, і частину тих, що йшли на підтримку «демократичної опозиції» з боку США. Навесні 2014 року територія ІДІЛ становила 250 тис. кв. км. і вона стала фінансово самодостатньою. Аналітики виділяють чотири основних джерела наповнення бюджету ІДІЛ на тому етапі:
1. Податки (зокрема спеціальний податок з немусульман, податок за невідвідування мечеті п'ять разів на день, вимагання, грабунки банків, напади на крамниці); конфіскація частини зарплат іракських урядовців, які продовжували їх отримувати від іракського уряду; рештки промисловості і сільське господарство.
2. Торгівля нафтою і газом через Туреччину. Туреччина отримувала з цього як фінансову (частина прибутку), так і політичну вигоду (підтримка сил, ворожих до режиму Ассада і курдського руху). В 2014 року доходи з цієї статті оцінювали в 3 млн дол. на день. Цей експорт був можливий передусім завдяки низьким цінам на нафту і газ, які іноді становили 1/3 від ринкових. Нафта з ІДІЛ виходила на ринок як турецька.
3. Грабунок, контрабанда і нелегальна торгівля творами мистецтва та історичними предметами. Показове нищення храмів і статуй в таких містах як Пальміра стосувалося тих об'єктів, які були занадто великими для транспортування і продажу. Також ІДІЛ видавала дозволи на чорну археологію серед місцевого населення, з чого брала певний податок.
4. Викупи за викрадених іноземців.

## Історія

### Акції до 2014 року
Одним з перших терактів, за який угруповання взяло відповідальність, був підрив фугасу поблизу міста Баакуба в провінції Діяла (Ірак) 6 травня 2007 року, внаслідок якого загинув російський фотокореспондент Дмитро Чеботаєв і 6 американських військовослужбовців. Починаючи з 2009 року, угруповання регулярно заявляє про свою відповідальність за вибухи, напади та інші злочини, зокрема.
- 25 жовтня 2009 — підрив двох начинених вибухівкою автомобілів в центрі Багдада (біля будівель адміністрації губернатора і міністерства юстиції): загинули 155 осіб.
- 31 жовтня 2010 — Захоплення заручників в кафедральному соборі Багдада, що належить Сирійській католицькій церкві: загинули 58 осіб.
- Сирійський фронт: на початку серпня 2013 року бойовики ІДІЛ атакували позиції курдських бойовиків на прикордонних з Туреччиною територіях Сирії[83]. Восени 2013 року бойовики ІДІЛ вели бойові дії в районі сирійських міст Ідліб, Алеппо[84] і Аазаз як проти «Вільної сирійської армії»[85], так і проти курдських ополченців[86].
- Наприкінці 2013 року ІДІЛ установила контроль над сирійським містом Ракка, яке стало неофіційною столицею ІДІЛ в Сирії. Місто швидко було впорядковано, засновані шаріатські суди, управління містом ґрунтувалося безпосередньо на ісламських законах[87][88].

### Наступ 2014 року

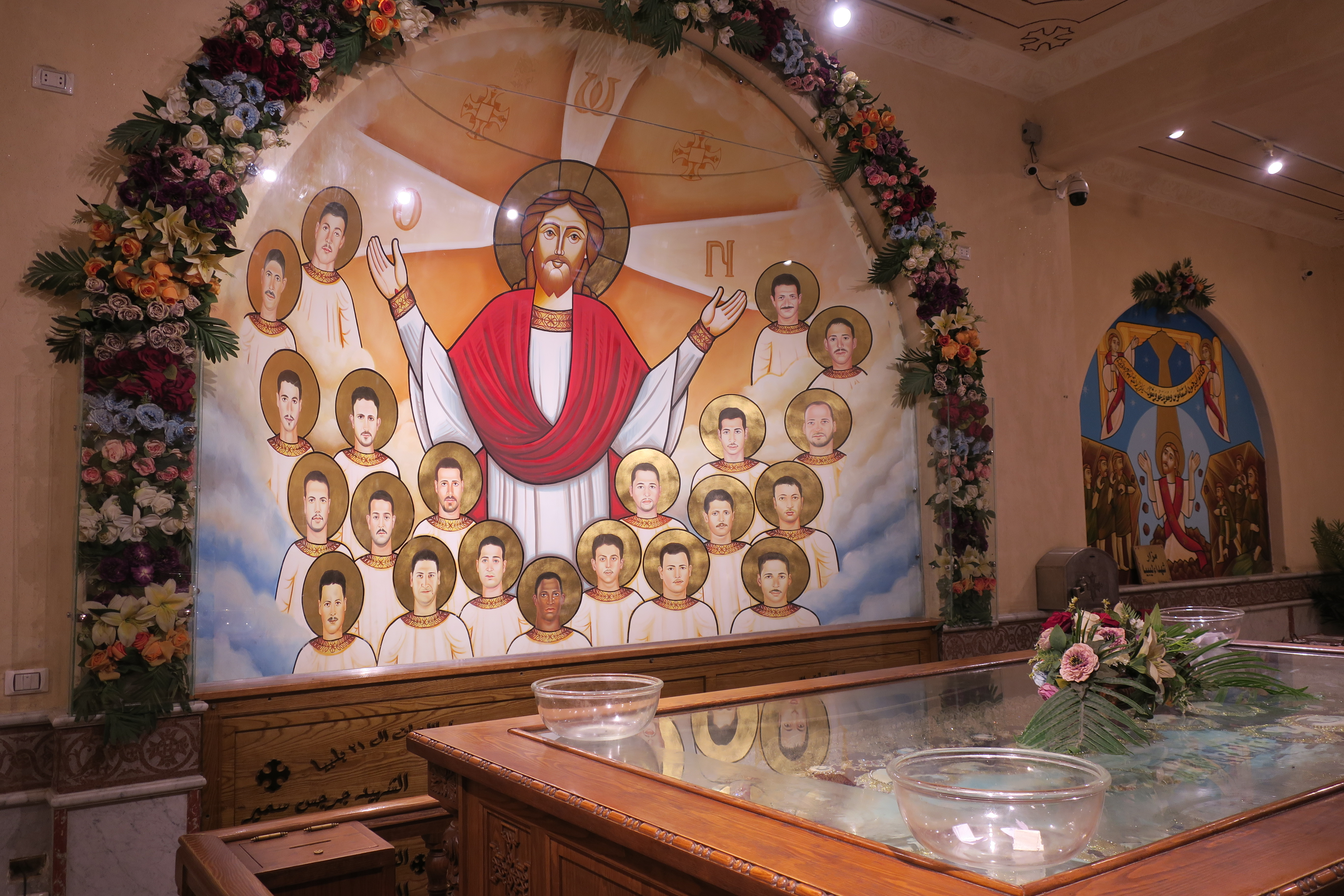
Ікона з 21-м мучеником з Лівії, які були страчені 12 лютого 2015 року

Угруповання здобуло широку популярність улітку 2014, коли бойовики розпочали повномасштабний наступ на північні та західні райони Іраку, а також в північній Сирії (Сирійський Курдистан).
- 4 січня 2014 — бійці ІДІЛ установили контроль над містом Фаллуджа[89].
- 10 червня 2014 — на п'ятий день вуличних боїв в Мосулі[90] (мухафаза Найнава) бойовики ІДІЛ примусили частини Збройних сил Іраку втікати. За армією пішли чиновники і шиїтське населення двохмільйонного міста[91]. За даними BBC, упродовж доби місто залишило близько чверті населення[92].
- До 11 червня бойовики ІДІЛ захопили Тікрит[93], впритул наблизившись до Багдаду.
- 15 червня бойовики ІДІЛ захопили Таль-Афар[94].
- 23 вересня 2014 США і Бахрейн, Йорданія, Катар, Об'єднані Арабські Емірати та Саудівська Аравія завдали ракетно-бомбових ударів по позиціях угрупування Ісламська Держава в Сирії. Крилаті ракети запускалися з американських бойових кораблів в Перській затоці та Червоному морі приблизно по двох десятках цілей, у тому числі по штаб-квартирі угруповання Ісламська Держава в місті Ракка (схід Сирії)[95].
- 24 вересня завдано авіаудари по бойовиках Ісламської Держави біля міста Алеппо рано-вранці. Унаслідок попередніх авіаударів ліквідовано приблизно 120 бойовиків[96].
- 25 вересня збройні сили США та союзників із арабських країн завдають авіаударів по позиціях екстремістів у Сирії. Цього разу військові атакували нафтопереробні заводи, контрольовані терористами, у кількості 13-ти — удари завдані по 12. За підрахунками служб США, щоденно ці об'єкти приносять екстремістам до 2 мільйонів доларів прибутку[97].
- 27 вересня міністерство оборони США заявило, що вважає за необхідне ввести війська до Сирії та Іраку — для боротьби з угрупованням Ісламська Держава. Про це оголосив голова Об'єднаного комітету начальників штабів США генерал Мартін Демпсі[98].
- 28 вересня до військових ударів США (F-22) приєдналися Йорданія та Об'єднані Арабські Емірати. Авіація атакувала терористів у Сирії та Іраку, завдано точкових ударів — табір терористів біля міста Хасеке, командний пункт та аеропорт біля міста Манбідж (Сирія), позиції ісламістів у Іраку — загалом сім авіаударів. На це підрозділ «Аль-Каїди» — угрупування «Джабхат ан-Нусра» — заявило, що збирається помститися та завдати США удару у відповідь[99].
- 5 жовтня стає відомо, що угруповання Ісламська Держава захопило частину стратегічних висот над південними підступами до заблокованого курдського міста Кобані[100].
- 10 жовтня ВПС США атакували позиції бойовиків поблизу міста Кобані, знищено танк, кулеметна точка, дві захоплені бойовиками будівлі.
- Станом на середину жовтня 2014-го в результаті боїв між захисниками курдського міста Кобані і терористами, що намагаються його захопити, загинули понад 550 осіб. З 16 вересня в місті загинули 553 людини, серед них — 298 членів Ісламської Держави. Серед загиблих — 20 цивільних, 17 з них були страчені бойовиками[101].
- 16 жовтня 2014-го керівництво Італії повідомляє, що направить до Іраку 280 військовослужбовців, для надання допомоги в боротьбі з бойовиками угруповання Ісламська Держава — у складі міжнародної коаліції[102].

### Злочини після червня 2014 року
- Улітку 2014 бойовики ІДІЛ стратили 500 чоловіків з общини єзидів та захопили в рабство близько 300 жінок.
- 16 червня 2014 ІДІЛ оголосила, що бере на себе відповідальність за вбивство 1700 курсантів училища ВПС на військовій базі Спайкер в Тікриті після того, як база і велика частина міста виявилися у їхніх руках.
- 19 серпня 2014 опубліковано відео, де учасник ІД обезголовив американського журналіста Джеймса Фоулі[103].
- 28 серпня 2014 опубліковано відео, на якому бойовики Ісламської Держави страчують 250 полонених солдат сирійської армії[104].
- 2 вересня 2014 опубліковано відео, де учасник ІД знечолив американського журналіста Стівена Сотлоффа[105].
- 14 вересня 2014 опубліковано відео, де учасник ІД стратив британського співробітника гуманітарної місії Девіда Хейнса, викраденого в Сирії 2013 року.
- 22 вересня 2014 понад 300 іракських військових загинули під час хімічної атаки ІД[106].
- 24 вересня 2014 бойовики ІД стратили взятого в заручники французького журналіста Ерве Гурделя.
- 3 жовтня 2014 в мережі з'явилося відео, де бойовик ІД відрізав голову таксисту та водієві, що розвозив гуманітарну службу в зруйновані міста Сирії, — британцю Алана Хеннінга (англ. Alan Henning), викраденому в Сирії в грудні 2013 року. На відео як наступна жертва названий американець Пітер Едвард Кассіг (вже страчений, за даними в пресі на 16.11.2014), колишній американський рейнджер, ветеран війни в Іраку і член однієї з благодійних організацій[107].

- 10 січня 2015 ІД взяла на себе відповідальність принаймні за захоплення заручників в магазині кошерних виробів у 12-му окрузі Парижа, підтримавши таким чином оперативників єменської «Аль-Каїди», братів Куаші, які раніше атакували редакцію сатиричного видання Charlie Hebdo. Напад вчинив Амеді Кулібалі, прихильник Ісламської Держави у Франції[108].

- 14 листопада 2015 ІД взяла на себе відповідальність за вибухи та розстріли у столиці Франції[109].
- 31 грудня 2016 ІД взяла відповідальність за два вибухи, що стались в районі Синак м. Багдад (Ірак)[110], в результаті яких загинули щонайменше 25 людей, а більш ніж 50 отримали поранення[111].
- з 31 грудня 2016 по 8 січня 2017 рр. в результаті серії вибухів у Багдаді загинуло щонайменше 108 людей та мінімум 238 — поранених[112][113]. Відповідальність за вибухи взяла на себе терористична організація Ісламська Держава[114].
- 22 березня 2017 було скоєно напад на парламент Великої Британії, внаслідок якого загинули 4 людини, постраждало більше 40 осіб. Відповідальність за напад взяла на себе ІД, хоча ряд джерел зазначає, що атака була радше інспірована пропагандою Ісламської Держави, ніж безпосередньо координувалася членами угруповання.
- 17 серпня 2017 сталася серія терористичних атак в Каталонії (Іспанія). Вантажівка в'їхала в натовп людей в районі пішохідної вулиці Рамбла в Барселоні, а через кілька годин фургон в'їхав в групу людей в Камбрілсі. Внаслідок першого наїзду загинули 13 людей, понад 100 людей отримали поранення. Другий наїзд забрав життя ще однієї людини, шестеро постраждали[115].
- 18 серпня 2019 Ісламська Держава взяла на себе відповідальність за вибух на весіллі в столиці Афганістану Кабулі, внаслідок якого загинули щонайменше 63 людини, ще 182 — поранені[116].
- 23 березня 2024 року Ісламська Держава взяла на себе відповідальність за теракт в Крокус Сіті Голл, що стався днем раніше. Було також опубліковано відео нападу, що було зняте на мобільний телефон одного з нападників.

## Ісламська Держава та Україна
- 25 червня 2015 року в Дніпрі Служба безпеки України затримала двох завербованих терористок Ісламської Держави[117].
- 6 жовтня 2015 року в Іраку підірвав себе смертник Ісламської Держави Мухаммед Далаїн, його було завербовано в Харкові[118].
- 31 жовтня 2015 року Ісламська Держава збила пасажирський літак A321. Загинуло 4 громадянина України.
- 18 листопада 2015 — ІД назвала Україну полем бою між Росією та Заходом[119].
- 25 листопада 2015 — ІД оголосила Україну своїм ворогом[120].
- 3 грудня 2015 року Міністр закордонних справ України Павло Клімкін назвав Ісламську Державою загрозою світу[121].
- 7 грудня 2015 року Президент Петро Порошенко на зустрічі з Джо Байденом заявив, що Україна готова допомогти коаліції в Сирії в боротьбі з Ісламською Державою[122].
- 23 березня 2016 року голова СБУ Василь Грицак заявив, що СБУ затримала 25 бойовиків Ісламської Держави[123].
- 27 квітня 2016 року СБУ затримала й одразу видворила з України 5 бойовиків Ісламської Держави[124].
- 3 травня 2016 року Міністр закордонних справ України Павло Клімкін повідомив, що з полону бойовиків Ісламської Держави звільнено 13 українських громадян[125].
- 25 червня 2016 року Державна прикордонна служба України в аеропорту Харкова затримали двох громадян Таджикистану, які причетні до діяльності терористичної організації Ісламська Держава та розшукувалися Інтерполом[126].
- 29 червня 2016 року Ісламська Держава влаштувала Терористичний акт в аеропорту Ататюрк у Туреччині. Загинула одна громадянка України. Один громадянин України постраждав.
- В ніч з 14 на 15 липня 2016 року під час святкування національного свята Дня взяття Бастилії в Ніцці (Франція) відбувся теракт. Вантажівка на повній швидкості в'їхала у натовп людей на набережній міста, де проходив святковий салют. Загинув громадянин України, двох громадян України поранено.
- 13 серпня 2016 року у Харкові оперативники СБУ виявили приватну квартиру, що використовувалася для тимчасового переховування членів Ісламської Держави, які мали намір транзитом виїхати в сирійсько-іракську зону бойових дій[127].
- 19 грудня 2016 року Ісламська Держава вчинила Теракт на різдвяному ярмарку в Берліні. Загинув один громадянин України.
- 7 вересня 2017 року Президент Петро Порошенко назвав терористичні угрупування Ісламської Держави загрозою Україні[128].
- 17 вересня 2018 року заступник генпрокурора України Євген Єнін заявив, що ГПУ розглядає документи більше 20 осіб, яких підозрюють у причетності до терористичного угруповання Ісламська Держава[129].
- 25 березня 2019 року СБУ затримала в Одеській області іноземця, який знаходиться в розшуку Інтерполу за терористичну діяльність у Сирії в складі ІД[130].
- 15 листопада 2019 року Служба безпеки України спільно з Міністерством внутрішніх справ Грузії та Центральним розвідувальним управлінням США затримала на Київщині одного з ключових терористів Ісламської Держави відомого як Аль Бара Шишані[131].
- 21 листопада 2019 року оперативники Управління карного розшуку та бійці КОРДу затримали у Житомирі громадянина Росії, що перебуває в міжнародному розшуку за вбивство. Поліція припускає, що це керівник однієї з груп ІД, який переховувався в Україні. Підозрюваного розшукував Інтерпол[132].
- 9 вересня 2020 року у Києві затримали одного з ватажків Ісламської Держави[133].
- 27 листопада 2020 року Україна приєдналася до санкцій Євросоюзу проти Ісламської Держави та «Аль-Каїди»[134].

## Пропаганда
Ісламська Держава з початку свого існування створила потужну пропагандистську структуру. Медіавідділенням ІД позиціонується агентство «Аль-Фуркан» (араб. الفرقان — «Розрізнення добра і зла»). Випущений у травні 2014 року фільм «Дзвін мечів» (араб. صليل الصوارم «Саліль ас-саварім») канал CNN порівнює з продукцією професійного кінематографа.
Наприкінці вересня 2014 року пропагандисти ІД виклали в інтернет англомовний (із субтитрами арабською) фільм «Полум'я війни» (араб. لهيب الحرب Lahīb al-Ħarb, англ. Flames of War) від студії «Аль-Гайят». Цей насичений спецефектами фільм більш політизований, ніж «Дзвін мечів» — зокрема, акцент зроблено на погрозах на адресу США та їхніх союзників. Сама студія націлена більшою мірою на іноземну та іншомовну аудиторію, вона виготовляє як власні фільми, так і субтитри до фільмів інших медіапідрозділів ІД, таких як «Аль-Фуркан» і «Аль-І'тісам». Основні мови, якими оперує медіа-центр «Аль-Гайят»: арабська, англійська, німецька, французька, російська, гінді та урду, бенгалі, турецька, курдська та інші.

## Держави, що ведуть боротьбу з ІД
Територіальна експансія ІД втягнула у конфлікт збройні формування різних країн. Міжнародний осуд ІД як терористичного угрупування поставили ІД у конфлікт з майже усіма країнами світу.

### Опозиція в Іраку, Сирії, Лівані, Єгипті та Лівії
| Опір в Іраку                                                                      | Громадянська війна в Сирії                                                                   | Інші конфлікти                                                                                 |
| --------------------------------------------------------------------------------- | -------------------------------------------------------------------------------------------- | ---------------------------------------------------------------------------------------------- |
|                                                                                   |                                                                                              |                                                                                                |
| Ірак - Збройні сили Іраку - Іракський Курдистан - воєнізовані шиїтські формування | Сирія - Збройні сили Сирії - Сирійська опозиція - Сирійський Курдистан - Російська Федерація | Ліван - Збройні сили Лівану - Хізбалла Єгипет - Збройні сили Єгипту Лівія - Збройні сили Лівії |

## Міжнародна опозиція
Міжнародні організації, що беруть участь у коаліції проти ІД:
- Європейський Союз — більшість членів бере участь;[146]
- НАТО — усі 27 членів беруть участь;
- Рада співробітництва арабських держав Перської затоки — усі шість дійсних членів і два неврегульовані члени (Йорданія та Марокко), беруть участь.

| Військові операції в Іраці та Сирії ( авіаудари, навчання) | Надання військової техніки | Гуманітарна та інша допомога групам, визначеним коаліцією |
| --- | --- | --- |
| | | |
| члени НАТО: - США (лідер) - Бельгія - Канада - Данія - Франція - Німеччина - Італія - Нідерланди - Норвегія - Португалія - Іспанія - Туреччина - Велика Британія члени РСАДПЗ: - Бахрейн - Йорданія (не член РСАДПЗ) - Марокко (не член РСАДПЗ) - Катар - Саудівська Аравія - ОАЕ Інші: - Австралія - Нова Зеландія (гуманітарна допомога) - Сінгапур - Росія Країни що ведуть боротьбу на своїй території - Ірак - Ліван - Єгипет Примітка: Перераховані країни у цій графі можуть також поставляти військову та гуманітарну допомогу, а також сприяти досягненню цілей групи в інші способи. | члени НАТО: (всі члени ЄС крім Албанії) - Албанія - Болгарія - Хорватія - Чехія - Естонія - Греція - Угорщина - Польща Члени Європейський Союз (поза НАТО) - Кіпр Інші: - Боснія і Герцеговина Примітка: Перераховані країни у цій графі можуть також поставляти військову та гуманітарну допомогу, а також сприяти досягненню цілей групи в інші способи. | члени НАТО: - Чехія - Ісландія - Латвія - Литва - Люксембург(гуманітарна допомога) - Румунія - Словаччина(гуманітарна допомога) - Словенія Члени Європейський Союз (поза НАТО) - Австрія(гуманітарна допомога) - Фінляндія - Ірландія(гуманітарна допомога) - Швеція(гуманітарна допомога) члени РСАДПЗ: - Кувейт(гуманітарна допомога, використовується авіабаза) - Оман Інші - Грузія - Японія(гуманітарна допомога) - Південна Корея (гуманітарна допомога) - Косово - Північна Македонія - Молдова - Чорногорія - Сербія - Сомалі - Швейцарія (гуманітарна допомога) - Республіка Китай - Україна |